# 林通
林通（1468年—？年），字维介，福建福州闽县高山人，明朝政治人物、進士出身。

## 生平
治《礼记》，由國子生中式弘治十四年辛酉科（1501年）福建鄉試第四十八名舉人，年四十一歲中式正德三年（1508年）戊辰科會試第一百六十名，第二甲第七十八名進士。官至工部郎中。正德八年五月前往常德府督建荣王府。十年夏四月以不谨冠带闲住。

## 家族
曾祖林澤。祖林汝大。父林廷庸，知县。母郑氏。永感下，兄林文奎，同知；文璧，训导；弟文琛，知县。